# Rappresentazione degli stranieri in Giappone nella seconda guerra mondiale
La rappresentazione degli stranieri in Giappone è il modo in cui venivano raffigurate le persone di altre nazionalità durante la seconda guerra mondiale. Queste raffigurazioni sono analizzabili nel periodo prebellico e bellico attraverso libri scolastici, volantini di propaganda, cartoline umoristiche, vignette, cinema, manga e animazione.

## Paesi della Sfera di co-prosperità della Grande Asia orientale

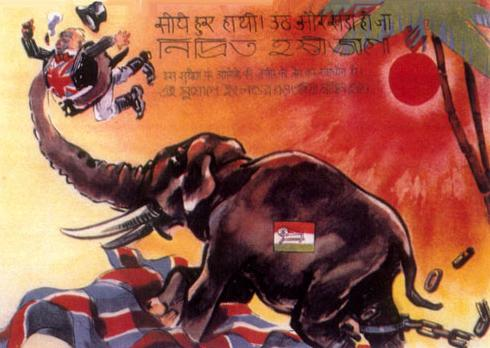
Volantino di propaganda in India

### I mari del Sud
Indonesia, Malaysia, Filippine, Birmania, India, Nuova Guinea, Thailandia, ancora indicate nel Giappone prebellico con il termine di origine cinese "Mari del sud" (南洋?, nan'yō), furono spesso rappresentati nel cinema e nell'animazione dell'epoca.
Nei volantini di propaganda, inoltre, India e Birmania vennero spesso identificate con un elefante che calpesta l'invasore britannico o le potenze ABCD (utilizzando l'acronimo dei termini inglesi, si identificavano rispettivamente America, Gran Bretagna, Cina, Paesi Bassi). L'elefante era ritenuto nella propaganda giapponese un animale addomesticato, aperto e ricettivo nei confronti delle offerte giapponesi.
Nell'illustrazione, un elefante indiano solleva Churchill nelle vesti di John Bull, e calpesta la bandiera britannica: il testo incita l'elefante ad alzarsi in piedi e a rompere le catene che lo legano all'Inghilterra.

### Cina

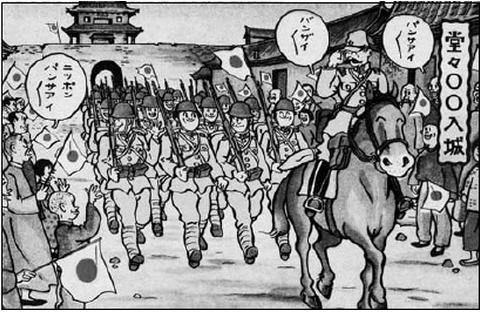
Cartolina illustrata della serie manga di stampo militare Guntai manga ehagaki (軍隊漫画絵葉書) del 1938

Nei testi scolastici dei primi anni trenta, la Cina era rappresentata come un paese debole, che si sarebbe potuto risollevare dalla sua infelice condizione attraverso l'aiuto del Giappone. Infatti, in questo periodo, il termine preso in prestito dal cinese Chūgoku (中国? "Cina", letteralmente "paese al centro"), a causa della forte connotazione ideologica a cui alludeva, venne scartato in favore del più neutro Shina (支那?).
Con il passare degli anni, però, i testi scolastici iniziarono a dipingere i cinesi in termini più amichevoli, e invitavano ad essere comprensivi e compassionevoli nei loro confronti, e anche i giornali giapponesi dell'epoca mostrarono i progressi fatti dalla Cina sotto la guida del Giappone.

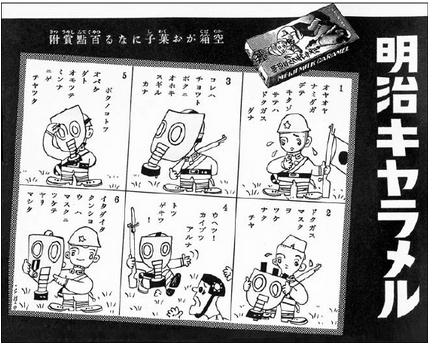
Pubblicità delle caramelle Meiji, edita su Resoconto fotografico settimanale (写真周報, Shashin Shūhō) del 19 ottobre 1938

Eppure, i cinesi restarono spesso motivo di scherno. La loro pronuncia del giapponese veniva derisa, come si vede in alcuni fumetti a sfondo militare degli anni trenta.
L'illustrazione mostra l'entrata dell'esercito giapponese in una città cinese: questo viene accolto trionfalmente dalla popolazione cinese che grida «Pansai! Pansai!» e «Banzai! Banzai!».
Anche la loro incompetenza sul campo di battaglia veniva schernita: i soldati cinesi erano primitivi e impacciati. L'illustrazione mostra un soldato giapponese che, percependo un gas tossico nell'aria, decide di indossare la sua maschera a gas, il soldato cinese lo scambia per un mostro e scappa, regalandogli la vittoria.
La rappresentazione del cinese, che pur sempliciotto e ignorante, può comunque essere risollevato dalla sua condizione, non si applica al suo leader, Chiang Kai-shek, spesso raffigurato come un gorilla al guinzaglio di Churchill, un topo intrappolato o un asino di cui le potenze imperialiste si sbarazzano: egli fu spesso parte della propaganda contro le potenze ABCD, leader che illude il popolo e lo incita a opporsi al Giappone, per diventare l'unico dittatore del Paese. Nei fumetti e nelle vignette, infatti, l'ingenuo popolo cinese si trova a combattere contro il Giappone perché ingannato dai propri leader, a loro volta manipolati dagli occidentali. In una vignetta di Yokoi Fukujirō del 1939, intitolata La nuova Asia Orientale (新東亜?, Shin Tōa), Giappone, Shina (il governo di Nanchino) e Manciuria cacciano via un Chiang Kai-Shek a servizio dell'Occidente, con il sostegno delle altre potenze dell'Asse sullo sfondo.

## Potenze Alleate
Gli anglo-americani venivano rappresentati sui numeri di Osaka Puck (大阪パック?) dediti al lusso, alla pornografia, circondati da automobili, tea Lipton e sigarette Lucky Strike, oppure identificati con personaggi come Braccio di Ferro, Topolino, Charlie Chaplin, lo Zio Sam o John Bull. Degli anglo-americani veniva spesso rappresentato la dedizione al sesso, al benessere economico, l'istinto alla conquista, e la rinnegazione di valori come la pietà filiale o la gratitudine. Roosevelt e Churchill furono dipinti come avidi banchieri o pirati-sciacalli che mettono i propri interessi al di sopra di quelli dei popoli.

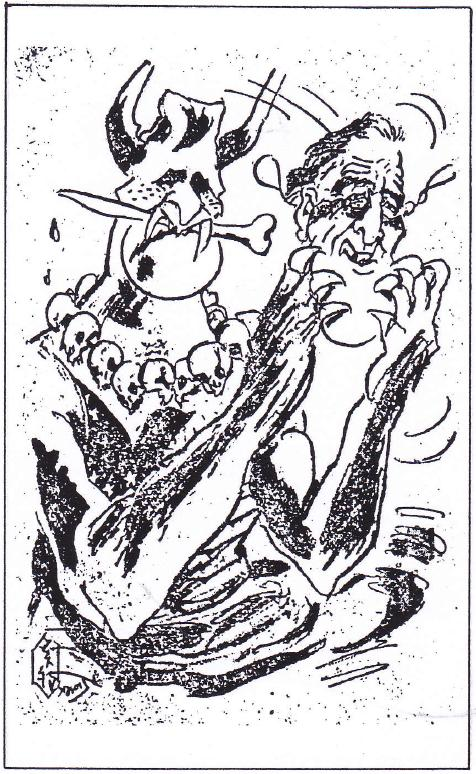
Demoni barbari occidentali (西蛮鬼, Saibanki'), edita su manga dell'ottobre 1944, Yoshikuni Saso

Se negli Stati Uniti i giapponesi vennero ritenuti inferiori, primitivi, e furono rappresentati come scimmie o parassiti, in Giappone le potenze Alleate venivano raffigurate come mostri, demoni o diavoli: questo stereotipo viene chiamato "diavoli anglo-americani" (鬼畜米英?, kichiku beiei). Questa identificazione si cristallizzò dopo la vittoria americana a Saipan nel 1944, ma era già comune prima di allora, ad esempio nei disegni di Katō Etsurō, in cui il Giappone è rappresentato come Sole e i suoi avversari come demoni, spesso con Churchill più piccolo rispetto a Roosevelt. L'illustrazione riporta un orco con una collana di ossa che si toglie dal volto la maschera di un sorridente Roosevelt. Nel testo originale si auspica di replicare la reazione ostile che i giapponesi avevano avuto anni prima, quando i primi europei giunsero in Giappone. In una illustrazione chiamata La Statua della Libertà piangente (嘆きの自由の女神?, Nageki no jiyū no megami), del gennaio 1942, di Saseo Ono, sono rappresentati alcuni stereotipi dell'America. Roosevelt, sotto le spoglie di un demone, brucia una bandiera con lo slogan "democrazia", con una torcia con la scritta "dittatura", mentre un lavoratore incita allo sciopero e un ebreo-giullare gonfia un palloncino su cui è disegnata la bandiera americana, a dimostrazione del fatto che anche gli Stati Uniti avevano le sue debolezze e non erano così forti come mostravano.
Più rare invece erano le caricature con animali o rettili. Alcune volte gli Stati Uniti venivano raffigurati come kappa, con la scritta "democrazia" sulla schiena, che si illudono di sconfiggere il Sole, oppure come un polpo con tentacoli simili a pistole che minaccia il Pacifico. In queste raffigurazioni, l'animale in questione ha sempre il volto di un nemico, Roosevelt o Churchill, al contrario, secondo quanto riporta John Dower, delle rappresentazioni alleate, in cui il Giappone era altamente spersonalizzato e deumanizzato. Una illustrazione di Hidezō Kondō chiamata Zampe di cavallo, coda di tasso (馬脚・狸尾?, Bakyaku, tanuki o) del gennaio 1942, raffigura Roosevelt e Churchill come preti le cui vesti sono alzate da aerei giapponesi in volo, svelandone la vera natura: Roosevelt ha quattro zampe come un cavallo, disegni di dollaro decorano la sua veste, un crocifisso in mano come pugnale. Churchill ha la coda di un tasso e la sua veste ha disegni di teschi. Entrambe le metafore possono essere intese come "rivelare la propria vera natura".
Il simbolo della croce venne largamente utilizzato nelle raffigurazioni. In una vignetta, un cimitero viene eretto da Churchill e lo zio Sam in onore di navi della marina angloamericana che il Giappone dichiara di aver affondato. Attraverso il proprio sistema di scrittura, vennero creati anche giochi di parole sui nomi nemici: il pittogramma di "America" (米?) viene sfruttato in una vignetta per rappresentare Roosevelt crocifisso, minacciato da lame giapponesi.
I capi delle potenze occidentali venivano rappresentati anche come manipolatori di masse e sobillatori di guerra, che mandano al massacro i propri soldati per ragioni economiche. Roosevelt era un tiranno che bramava l'egemonia sul mondo, un dittatore che aveva pianificato la guerra con il Giappone ben prima dell'attacco di Pearl Harbor. I leader occidentali provocavano anche i popoli della Sfera di Co-Prosperità della Grande Asia Orientale, cercando di coinvolgerli in battaglie contro il Giappone, che avrebbe invece dovuto essere loro alleato nella riscossa contro gli occidentali.
Spesso le quattro potenze (Stati Uniti, Gran Bretagna, Cina e Paesi Bassi) venivano rappresentate insieme nelle satire o nei cartoni. I rapporti di potere fra i leader erano stabiliti attraverso la posizione e le dimensioni relative, mentre il Giappone stesso era raffigurato con simboli fortemente idealizzati come il Sole o una spada.
È il caso, ad esempio, di una vignetta edita su un manga del gennaio 1942, di Eiji Ikeda. Il Giappone viene raffigurato dal Sole, che disperde le potenze avversarie. L'America e l'Inghilterra vengono rappresentate da due furfanti, l'America in uniforme da prigioniero, con una corona di pietre preziose (con impressa la lettera J di Jew, "ebreo") che vola via dalla sua testa, e l'Inghilterra con un sigaro in bocca (tipico di Churchill); la Cina è rappresentata da un Chiang con una coda mozza, mentre tutto ciò che rimane dell'Olanda è uno zoccolo di legno che vola in aria. Famoso è anche un disegno di Kondō, edito nel luglio 1942 e modellato sul dipinto L'Angelus di Jean-François Millet, in cui troviamo i due leader anglo-americani incatenati reciprocamente, formando una coppia in cui Roosevelt rappresenta l'uomo e Churchill la donna e il piccolo Chiang ai loro piedi: dietro di loro, un campo di corpi sterminati, e accanto a loro una bandiera bianca di resa.

## Potenze dell'Asse

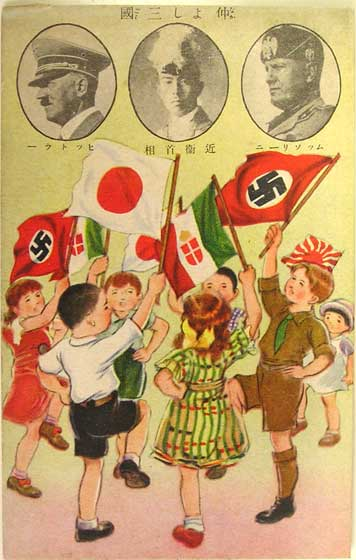
I tre paesi buoni amici (仲よし三国, Nakayoshi sangoku), cartolina dell'agosto 1938

### Germania
Il governo giapponese, pur consapevole del problema che poneva la supremazia della razza bianca dell'alleato tedesco, almeno a livello ufficiale, la ignorò: dovette epurare la traduzione del Mein Kampf dalle sue sezioni più razziste e mascherare con vaga retorica l'alleanza con i nazisti. A livello ufficiale la stampa continuò ad elogiare la Germania, ma quando questa si arrese agli Alleati, fu libera di criticare apertamente l'ideologia nazista: la Germania, si diceva, aveva perso la guerra perché non aveva spirito di combattimento ed i generali del suo esercito non erano stati in grado di morire insieme ai loro sottoposti. Il nazismo era una ideologia chiusa, che non avrebbe potuto stabilire un nuovo ordine in Europa. A livello ufficioso, basandosi su quanto scritto da Robert Bellaire, corrispondente a Tokyo per la stampa statunitense, i tedeschi sarebbero presto stati identificati come nemici, al pari degli Alleati. I tedeschi, stando all'autore, che riporta alcuni documenti interni dell'amministrazione giapponese e alcune conversazioni private, venivano definiti friendly enemies e raffigurati come "avvoltoi". L'odio giapponese per i tedeschi, conclude Bellaire, era dovuto non solo agli sforzi di Adolf Hitler nel voler controllare il Giappone come faceva con l'Italia, ma anche e principalmente al disprezzo radicale giapponese per la razza bianca.

### Italia
L'Italia ricevette meno attenzioni rispetto alla Germania. Solo Benito Mussolini veniva elogiato: veniva stimato come un leader lungimirante e coraggioso e l'ammirazione nei suoi confronti risaliva già agli anni venti. Ma il crollo dell'Italia nel 1943 portò in superficie i veri sentimenti: l'Italia sarebbe stata sconfitta, secondo la stampa giapponese, a causa del popolo italiano, che, ricercando solo il proprio personale piacere, non si è curato dei propri uomini al fronte. Gli italiani venivano visti miseri e patetici e venivano derisi per aver permesso a Hitler di dominarli: l'Italia era un monito, una lezione da non dimenticare affinché i giapponesi non si lasciassero influenzare oltremodo da Hitler.

## Gli stranieri nell'animazione dell'epoca

### Momotarō
La storia di Momotarō venne spesso utilizzata come allegoria della guerra mondiale: il Giappone vincerà contro gli oni, le potenze Alleate. In una delle due versioni animate girate nel periodo bellico, Momotarō - Umi no shinpei (桃太郎 海の神兵? lett. "Momotarō - Il divino guerriero dei mari"), del 1945, l'eroe e il suo gruppo sono presentati come un esercito divino, con il protagonista al comando, destinato a liberare i popoli asiatici dal nemico. L'esercito è composto da cani, scimmie, fagiani, rappresentati come soldati con uniformi sfavillanti, efficienti e perfettamente addestrati. I popoli dell'Asia, tigri, elefanti, rinoceronti, sembrano invece semplici e di buon cuore, ma indisciplinati e poveri, e mettono a disposizione del Giappone la loro forza e abilità. Il nemico non viene invece nominato fino alla fine del film, in cui appare nelle vesti di pallide figure umane, visivamente occidentali (alte e magre o basse e grasse con grandi nasi), con corna demoniache, che parlano inglese britannico.

### Serie “Scatola di giocattoli” episodio 3: Libro illustrato 1936
Serie "Scatola di giocattoli" episodio 3: Libro illustrato 1936 è un cortometraggio del 1934 diretto da Hajime Komatsuzawa, ambientato nel 1936. Il titolo originale è Omochabako series dai-san-wa (オモチャ箱シリーズ弟3話絵本1936年?). Topolino è il capo di un'armata di pipistrelli, rappresentanti dell'influenza americana nell'Oceano Pacifico: questo esercito prova ad attaccare gli abitanti di un'isola del Pacifico (raffigurati come gatti e bambole), quando alcuni personaggi del folclore giapponese, come Momotarō o Urashima Tarō vengono evocati magicamente da un libro illustrato e combattono contro il gruppo di pipistrelli, ristabilendo la pace sull'isola.

### Norakuro
Nel manga Norakuro, creato da Suihō Tagawa ed apparso sulla rivista Shōnen Kurabu nel 1931, e in alcune sue trasposizioni animate, il Giappone e le nazioni in guerra sono rappresentate da animali. Il protagonista, Norakuro, e il suo esercito di cani raffigurano i giapponesi, coraggiosi ed eroici e bandiere giapponesi sono issate all'entrata della caserma dei cani.
Si è ipotizzato che le tigri rappresentino la Corea. Nella versione animata Norakuro si traveste da tigre, cosa che gli permette di immobilizzare la tigre vera, riuscendo alla fine a vincere: si può vedere un rimando al Giappone, che, comportandosi da benefattore nei confronti dei coreani, alla fine riesce a metterli in gabbia. Allo stesso modo, i maiali sono identificabili come i cinesi, disorganizzati, codardi e incapaci, guidati dal generale Tonkatsu (豚勝? letteralmente "maiale vittorioso" ma in giapponese suona anche come "cotoletta di maiale"), personaggio creato sul modello di Chiang Kai-Shek: essi parlavano giapponese con gli stessi errori da sempre attribuiti ai cinesi ed accetteranno alla fine l'occupazione da parte dei cani di Norakuro. Gli orsi, poi, rappresentano i russi, le pecore i mancesi e le capre i mongoli.

### Dankichi l'avventuroso – Storia del naufragio
In Dankichi l'avventuroso – Storia del naufragio (冒険ダン吉～漂流の巻?, Bōken Dankichi – Hyōryū no maki), il protagonista e il suo compagno topo si ritrovano su una remota isola, in cui incontrano i nativi: riescono a soggiogarli e Dankichi ne diventa re. Nei primi anni trenta uscì il manga di Keizō Shimada e un film d'animazione su questo basato. I nativi dalla pelle scura, tutti molto simili fra loro, seguono lo stereotipo europeo della popolazione africana, ma rappresentano le popolazioni della Nuova Guinea o uno dei popoli dei "mari del Sud". L'immagine che viene proposta è quella del Giappone civilizzatore e il desiderio imperiale in cui il "liberato" esprima affetto e gratitudine nei confronti del "liberatore": l'atteggiamento dei nativi, quando il loro re dona a Dankichi la corona, è di gioia e felicità.
Lo studioso Baskett nota infatti come la storia di Dankichi possa essere letta come una allegoria del Giappone moderno contrapposto al Sud-est asiatico sottosviluppato e questo sarebbe testimoniato dal suo vestiario: quando arriva sull'isola, Dankichi è vestito alla maniera occidentale, con calzoncini, maglietta, scarpe in pelle e orologio da polso, ma pian piano abbandonerà tutti questi vestiti mantenendo comunque le scarpe e l'orologio.